# بومرنغ (قناة إيطالية)
بوميرانغ هي قناة تلفزيونية مشفرة مخصصة للأطفال إنطلقت قناة منذ 9 يونيو
تم انظمامها لجودة عالية تبث قناة من الساعة 10:00 صباحاً و تغلق قناة في الساعة 21:35 ليلاً.

## برامج
1. ماشا والدب
2. المقاتلون الأربعة
3. يوم غائم مع فرصة الحصول على كرات اللحم
4. ستيفن البطل
5. الدببة الثلاثة
6. أبطال التايتنز إنطلقوا!
7. العرض العادي
8. وقت المغامرة
9. فتيات القوة
10. العم جدو
11. المراهقون الأربعة
12. الهواة المبتدئون
13. ثانوية سوبر غيرلز